# Ithturm

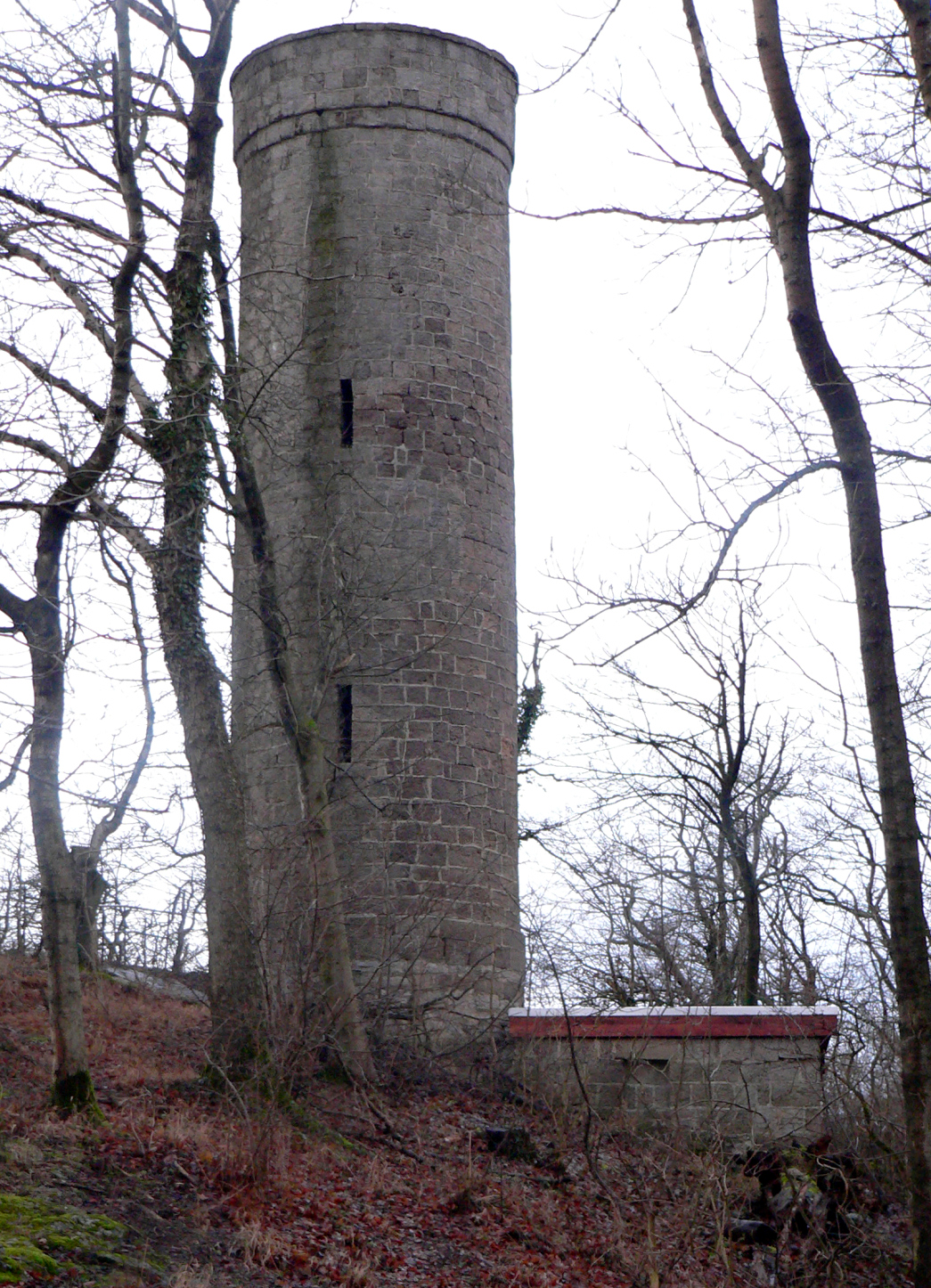
Der Ithturm im Ith bei Lauenstein

Der Ithturm ist ein 1912 errichteter 13,8 m hoher Aussichtsturm auf dem Ith zwischen Lauenstein und Bisperode in Niedersachsen. Er steht auf dem Lauensteiner Kopf, der mit 439 m ü. NHN höchsten Erhebung des langgestreckten Ithkamms im „Krüllbrink“ genannten Nordteil des Höhenzugs. Der Turm wird deshalb auch Krüllbrinkturm genannt.
Von der Aussichtsplattform des Turms ist ein Blick über den Ithkamm und Bisperode mit dem Segelflugplatz „Ith-West“ möglich. In der Nähe des Turms befinden sich die bei Kletterern beliebten Bisperoder Klippen.